# Prolasius abruptus
Prolasius abruptus é uma espécie de formiga do gênero Prolasius, pertencente à subfamília Formicinae.